# Николай (Бычок)
Николай Петрович Бычок (укр. Микола Петрович Бичок, англ. Mykola Bychok; род. 13 февраля 1980, Тернополь, Украина) — австралийский грекокатолический кардинал украинского происхождения, редемпторист. Епископ Святых Петра и Павла в Мельбурне с 15 января 2020. Кардинал-священник с титулом церкви Санта-София-а-Виа-Боччеа с 7 декабря 2024. С момента своего возведения в сан кардинала, в возрасте 44 лет, Николай Бычок является самым молодым кардиналом Римско-католической церкви.

## Ранние годы, образование и священство
В июле 1997 г. он стал монахом-редемптористом и, пройдя иноческую и священническую формацию в Украине и Польше и став лиценциатом пастырского богословия, принес 17 августа 2003 г. вечные обеты, а 3 мая 2005 г. был рукоположен в священники.
После этого он на протяжении нескольких лет окормлял грекокатолическую паству прихода Матери Божией Неустанной Помощи в городе Прокопьевске, принадлежавшего к Преображенской епархии Римской Католической Церкви в Новосибирске.
В дальнейшем отец Николай был настоятелем прихода и общины отцов-редемптористов в Ивано-Франковске, исполнял обязанности провинциального эконома.
С 2015 г. местом его служения стал приход Святого Иоанна Крестителя в Ньюарке, входящий в состав Филадельфийской митрополии Украинской Греко-Католической Церкви.

## Епископ
15 января 2020 года Папа Римский Франциск назначил его епархиальным епископом Украинской Католической епархии святых Петра и Павла в Мельбурне. Юрисдикция епархии распространяется на Австралию, Новую Зеландию и Океанию.
7 июня 2020 года он был рукоположен в епископы Верховным Архиепископом Киево-Галицким Святославом Шевчуком и другими иерархами Украинской Греко-Католической Церкви в соборе Святого Георгия во Львове.

## Кардинал
6 октября 2024 года во время Ангелуса Папа Франциск объявил Николая Бычка в числе новых кардиналов, которых он собирается назначить на консистории от 8 декабря этого года, дата была позднее была перенесена на 7 декабря.
2 декабря 2024 года в Магистральном дворце в Риме Его Высокопреосвященное Высочество Князь и Великий Магистр Суверенного Военного Мальтийского Ордена фра Джон Данлэп вручил знаки байли Большого Креста чести и преданности нареченному Кардиналу Римской Католической Церкви, Епископу Мельнбургской епархии Украинской Греко-Католической Церкви Николаю Бычку.
Таким образом епископ Николай Бычок стал первым уроженцем бывшего Советского Союза ставшим байли Большого Креста чести и преданности Суверенного Военного Мальтийского Ордена.
Участник Конклава 2025 года, где был избран Папа Лев XIV.